# Entoloma vulsum
Entoloma vulsum är en svampart som beskrevs av E. Horak 1973. Entoloma vulsum ingår i släktet Entoloma och familjen Entolomataceae.   Inga underarter finns listade i Catalogue of Life.